# Distacodontidae
Famille
Genres de rang inférieur
- † Drepanodus Pander, 1856
- † Distacodella bidentata
- † Panderodus Ethington, 1959

Les Distacodontidae forment une famille éteinte de conodontes. Les différentes espèces ont été trouvées dans des terrains datant de l'Ordovicien.

## Genres
Selon Fossilworks (site consulté le 21 janvier 2021), le genre Drepanodus appartient à la famille des Protopanderodontidae et à l'ordre des Protopanderodontida. Mais selon EOL et GBIF (sites consultés le 21 janvier 2021), le genre appartient la famille des Distacodontidae.
Selon Fossilworks (site consulté le 21 janvier 2021), le genre Panderodus appartient à la famille des Panderodontidae et à l'ordre des Panderodontida. Mais selon EOL (site consulté le 21 janvier 2021), le genre appartient la famille des Distacodontidae.